# Torre d’Arese
Torre d’Arese – miejscowość i gmina we Włoszech, w regionie Lombardia, w prowincji Pawia.
Według danych na rok 2004 gminę zamieszkiwało 550 osób, 137,5 os./km².